# David Rayfiel
David Rayfiel (* 9. September 1923 in New York City; † 22. Juni 2011 ebenda) war ein US-amerikanischer Drehbuchautor.

## Leben
Rayfiel war ein Sohn des Kongressabgeordneten Leo F. Rayfiel (1888–1978). Er besuchte das Brooklyn College und nahm als in Europa eingesetzter Soldat am Zweiten Weltkrieg teil. Nach dem Studium des Drehbuchschreibens an der Yale University arbeitete er zunächst für das amerikanische Fernsehen, für das er Talk- und Spiel-Shows, aber auch Serienfolgen für Assignment Foreign Legion oder Channing skriptete. Nach einem Off-Broadway-Stück, P.S. 193, das 1962 auf die Bühne kam, konzentrierte er sich auf dramatische Fernsehstoffe.
1964 begann eine jahrzehntelange Zusammenarbeit mit Regisseur Sydney Pollack, mit dem er zunächst bei P.S. 193, dann bei dessen Debüt Stimme am Telefon und schließlich bei nahezu allen Spielfilmen, einige Male ungenannt, wirkte. Auch für Bertrand Tavernier schrieb der Französisch sprechende Rayfiel mehrmals.
Für sein Drehbuch zu Die drei Tage des Condors erhielt Rayfield den Edgar Allan Poe Award.
Rayfiel war drei Mal verheiratet; seine zweite Frau war die Schauspielerin Maureen Stapleton.

## Filmografie
- 1969: Das Schloß in den Ardennen (Castle Keep)
- 1970: Valdez (Valdez is coming)
- 1974: Columbo: Schwanengesang (Swan Song)
- 1975: Die drei Tage des Condors (Three Days of the Condor)
- 1976: Eine Frau sieht rot (Lipstick)
- 1980: Death Watch – Der gekaufte Tod (La mort en direct)
- 1986: Um Mitternacht (Round Midnight)
- 1990: Havanna (Havana)
- 1993: Die Firma (The Firm)
- 1994: Begegnungen – Intersection (Intersection)
- 1995: Sabrina (Sabrina)